# Milan Indoor 1973
Il Milan Indoor 1973 è stato un torneo di tennis giocato sul sintetico indoor. È stata la 1ª edizione del Milan Indoor, che fa parte del World Championship Tennis 1973. Si è giocato a Milano in Italia, dal 29 gennaio al 4 febbraio 1973.

## Campioni

### Singolare
Marty Riessen ha battuto in finale  Roscoe Tanner con il punteggio di 7–6 6–0 7–6

### Doppio
Tom Okker /  Marty Riessen hanno battuto in finale  Ken Rosewall /  Fred Stolle con il punteggio di 6–3, 6–3